# Атина
Атина (итал. Atina) — город в Италии, расположен в регионе Лацио, подчинён административному центру Фрозиноне (провинция).
Население составляет 4480 человек, плотность населения составляет 154 чел./км². Занимает площадь 29 км². Почтовый индекс — 3042. Телефонный код — 00776.
Покровителем города почитается святой Марк Галилеянин. Праздник города ежегодно празднуется 1 октября.